# Rhagonycha iberica
Rhagonycha iberica es una especie de coleóptero de la familia Cantharidae.

## Distribución geográfica
Habita en España.